# ICC World Twenty20 2014

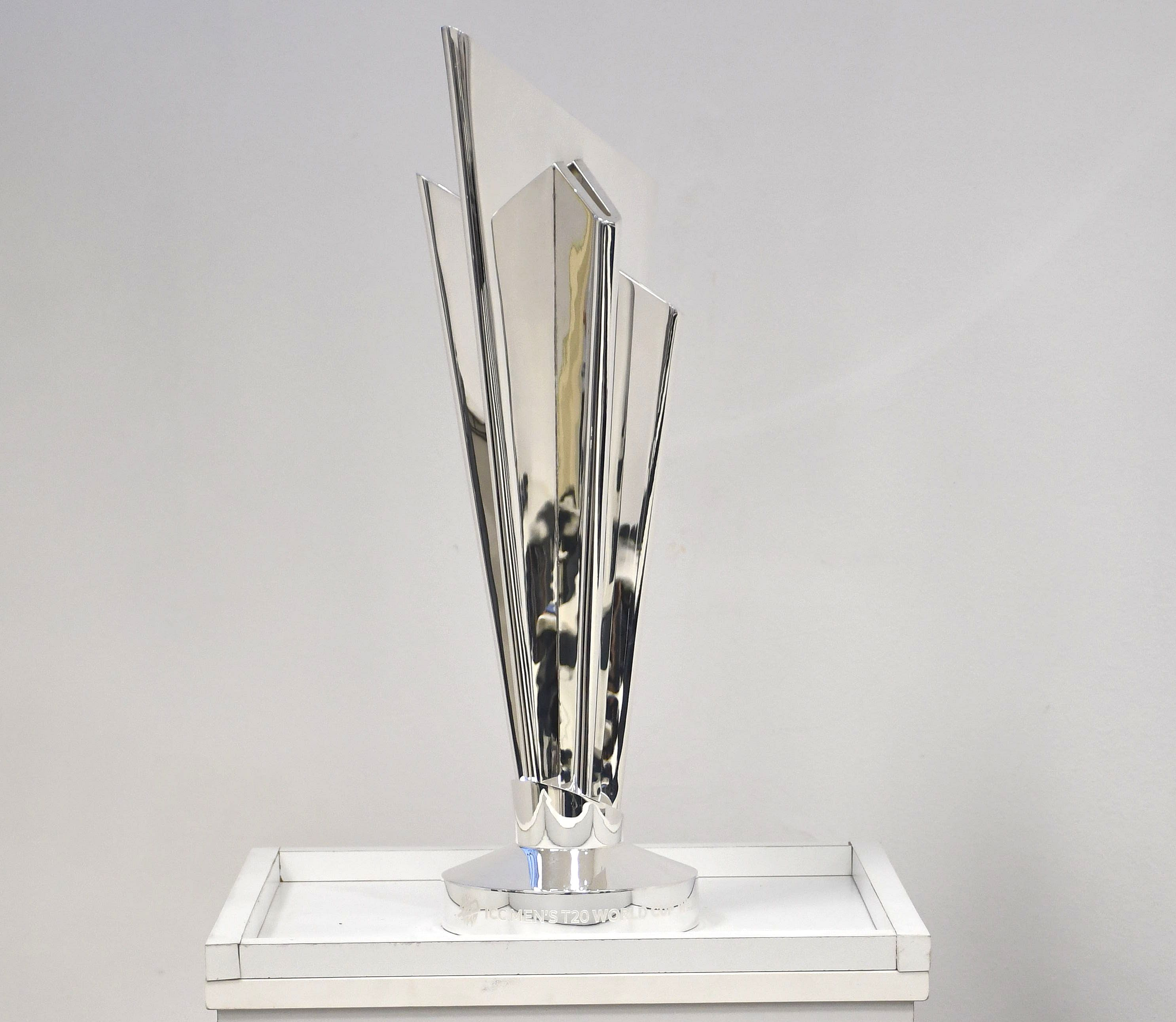
Die ICC World Twenty20 Trophy

Die ICC World Twenty20 2014 wurde vom 16. März bis zum 6. April 2014 in Bangladesch ausgetragen. Es war das fünfte Weltmeisterschaftsturnier im T20I-Cricket, der vom Weltverband International Cricket Council (ICC) organisiert wird. Damals noch ICC World Twenty20 genannt, wird die Weltmeisterschaft seit dem Turnier 2021 als T20 World Cup bezeichnet. Das Turnier der Männer fand parallel mit dem Turnier der Frauen statt und sowohl die Halbfinals und das Finale wurden am selben Tag im selben Stadion ausgetragen. Es war die zweite aufeinanderfolgende World Twenty20 in einem asiatischen Land.
Die World Twenty20 2014 war die erste mit 16 teilnehmenden Cricket-Nationalmannschaften, während es bei den ersten vier Turnieren noch zwölf waren. Die 16 teilnehmenden Teams waren: Die damals zehn Test-Cricket-Länder (Australien, Bangladesch, England, Indien, Neuseeland, Pakistan, Simbabwe, Sri Lanka, Südafrika und die West Indies), zusammen mit den Gewinnern des World Twenty20 Qualifier 2013 (Afghanistan, Hongkong, Irland, die Niederlande, Nepal und die Vereinigten Arabischen Emirate). Während der World Twenty20 2014 wurden 35 Spiele absolviert, darunter zwölf in der Vorrunde, 20 in der Super 10 und drei in der Finalrunde, einschließlich des Finales. Die acht besten Teams auf der T20I-Rangliste des ICC zum 8. Oktober 2012 spielten in der Super 10, während die Teams auf den niedrigeren Plätzen zusammen mit den Qualifikanten in der Vorrunde spielten. Die acht Mannschaften der Vorrunde wurden in zwei Gruppen zu je vier Teams eingeteilt, wobei jedes einmal gegen die anderen der Gruppe antrat. Die beste Mannschaft jeder Gruppe qualifizierte sich für die Super 10. Dort wurden die Mannschaften in zwei Gruppen zu je fünf Teams eingeteilt, wonach die vier besten Mannschaften das Halbfinale erreichten, dessen Gewinner im Finale aufeinandertrafen.
Indien, Sri Lanka, Südafrika und die West Indies erreichten das Halbfinale. Indien besiegte Südafrika und Sri Lanka den Titelverteidiger der West Indies, woraufhin die beiden südasiatischen Mannschaften Indien und Sri Lanka im Finale aufeinandertrafen. Sri Lanka gewann das Finale gegen Indien im Sher-e-Bangla National Cricket Stadium in Dhaka met sechs Wickets und somit seine erste World Twenty20. Nach dem Gewinn des Cricket World Cup 1996 und dem geteilten Titel der ICC Champions Trophy 2002 mit Indien war dies Sri Lankas dritter internationaler Titelgewinn im Cricket. Der Gastgeber Bangladesch schied in der Super 10 aus.

## Vergabe
2010 vergab der International Cricket Council die World Twenty20 2014 an Bangladesch. Nach dem ICC KnockOut 1998 war es das zweite Cricketturnier, das komplett in Bangladesch ausgetragen wurde.

## Teilnehmer
Am 16. April 2012 entschied der Exekutivrat des International Cricket Council, dass ab 2014 die World Twenty20 Turniere mit 16 statt 12 Mannschaften ausgetragen werden. Das bedeutet, dass neben den zehn Testnationen sechs Affiliate-/Associate-Member des ICC am Turnier teilnehmen werden. Der Qualifikationsprozess wird, wie schon bei der vorherigem Ausgabe, in mehreren Stufen und Regionen ausgetragen. Das erste Turnier dazu fand im April 2012 in Johannesburg statt. Das abschließende Qualifikationsturnier fand dann 2013 in den Vereinigten Arabischen Emiraten statt. Die qualifizierten Mannschaften für dieses Endrundenturnier sind:

Teilnehmende Länder der World Twenty20 2014; insgesamt 26 Teams nahmen teil.
Gastgeber
Vollmitglieder des International Cricket Councils (ICC)
Qualifiziert über den World Twenty20 Qualifier 2013
Im Global Qualifier gescheitert
Im Regional Qualifier gescheitert
Keine Teilnahme

| Land               | Qualifikationsgrundlage       | Turnierteilnahme | Letztmalige Teilnahme | Bestes Ergebnis             |
| ------------------ | ----------------------------- | ---------------- | --------------------- | --------------------------- |
| Bangladesch        | Gastgeber                     | Fünfte           | 2012                  | Super 8 (2007)              |
| Australien         | Vollmitglieder                | Fünfte           | 2012                  | Finalist (2010)             |
| England            | Vollmitglieder                | Fünfte           | 2012                  | Weltmeister (2010)          |
| Indien             | Vollmitglieder                | Fünfte           | 2012                  | Weltmeister (2007)          |
| Neuseeland         | Vollmitglieder                | Fünfte           | 2012                  | Halbfinale (2007)           |
| Pakistan           | Vollmitglieder                | Fünfte           | 2012                  | Weltmeister (2009)          |
| Simbabwe           | Vollmitglieder                | Vierte           | 2012                  | Vorrunde (2007, 2010, 2012) |
| Sri Lanka          | Vollmitglieder                | Fünfte           | 2012                  | Finalist (2009, 2012)       |
| Südafrika          | Vollmitglieder                | Fünfte           | 2012                  | Halbfinale (2009)           |
| West Indies        | Vollmitglieder                | Fünfte           | 2012                  | Weltmeister (2012)          |
| Afghanistan        | World Twenty20 Qualifier 2013 | Dritte           | 2012                  | Vorrunde (2010, 2012)       |
| Hongkong           | World Twenty20 Qualifier 2013 | Erste            | –                     | Debüt                       |
| Irland             | World Twenty20 Qualifier 2013 | Vierte           | 2012                  | Super 8 (2009)              |
| Niederlande        | World Twenty20 Qualifier 2013 | Zweite           | 2009                  | Vorrunde (2009)             |
| Nepal              | World Twenty20 Qualifier 2013 | Erste            | –                     | Debüt                       |
| Ver. Arab. Emirate | World Twenty20 Qualifier 2013 | Erste            | –                     | Debüt                       |

## Austragungsorte
Für das Turnier wurden drei Stadien in Bangladesch ausgewählt.
| Chittagong |

| Dhaka |

| Sylhet |

| Chittagong |

| Dhaka |

| Sylhet |

## Format
Die World Twenty20 2014 wurde über 22 Tage zwischen 16 verschiedenen Mannschaften über 35 Spiele ausgetragen. Sie begann am 16. März 2014 im Sher-e-Bangla National Cricket Stadium in Dhaka mit dem Eröffnungsspiel zwischen dem Gastgeber Bangladesch und Afghanistan. Das Turnier endete am 6. April im denselben Stadion mit dem Finale zwischen Indien und Sri Lanka, wobei Indien die World Twenty20 2014 gewann.

### Spielplan
Die nachfolgende Tabelle zeigt das tägliche Programm der World Twenty20 2014. Dabei steht ein violettes Kästchen für Vorrundenspiele, ein zyanblaues Kästchen für die Super 10, ein grünes Kästchen für Finalrundenspiele und ein gelbes Kästchen für das Finale.
| Gruppe A            | 2       |         | 2       |         | 2       |         |         |         |         |         |         |        |
| Gruppe B            |         | 2       |         | 2       |         | 2       |         |         |         |         |         |        |
| Super 10 März/April | Fr. 21. | Sa. 22. | So. 23. | Mo. 24. | Di. 25. | Mi. 26. | Do. 27. | Fr. 28. | Sa. 29. | So. 30. | Mo. 31. | Di. 1. |
| Gruppe 1            |         | 2       |         | 2       |         |         | 2       |         | 2       |         | 2       |        |
| Gruppe 2            | 1       |         | 2       |         | 1       |         |         | 2       |         | 2       |         | 2      |
| Finalrunde April    | Mi. 2.  | Do. 3.  | Fr. 4.  | Sa. 5.  | So. 6.  |         |         |         |         |         |         |        |
| Finalrunde          |         | 1       | 1       |         | 1       |         |         |         |         |         |         |        |

### Turniermodus
Die beiden schlechtplatziertesten Testnationen und die Qualifikanten trugen zunächst in zwei Vierergruppen aufgeteilt die Vorrunde aus, in der jeweils jeder gegen jeden spielte. Die beiden Gruppensieger qualifizierten sich für die Super 10, wo auch die restlichen acht Testnationen ins Turnier einstiegen. Dort spielten die zehn Mannschaften in zwei Fünfergruppen, jeweils jeder gegen jeden. Die jeweiligen beiden Gruppenbesten qualifizierten sich dann für das Halbfinale, deren Sieger dann das Finale austrugen.

### Vorrunde und Super 10
Die World Twenty20 2014 wurde zwischen 16 Nationalmannschaften ausgespielt. Für die Vorrunde wurden die sechs Qualifikanten und die beiden schlechtplatziertesten Testnationen auf der T20I-Rangliste zum 8. Oktober 2012 in zwei Gruppen zu je vier Mannschaften eingeteilt. In welche Gruppe jede Mannschaft eingeteilt wurde, wurde in der Auslosung festgelegt. Jede Mannschaft bestritt ein Spiel gegen jede andere seiner Gruppe. Für einen Sieg gab es zwei Tabellenpunkte, für ein Unentschieden oder No Result einen Punkt, für eine Niederlage keinen Punkt. Im Falle eines Unentschiedens (d. h. wenn beide Mannschaften dieselben Anzahl Runs am Ende ihrer jeweiligen Innings erzielt hatten), wurde das Spiel durch ein Super Over entschieden. Dies galt für alle Phasen des Turnieres. Hatten zwei Mannschaften dieselbe Anzahl an Tabellenpunkten, wurde der Tabellenrang anhand der Net Run Rate, gefolgt von der Net Bowl Rate und dem direkten Vergleich ermittelt.
Am Ende der Vorrunde qualifizierten sich die jeweils besten einer Gruppe für die Super-10-Runde. In dieser wurden die zehn Mannschaften in zwei Gruppen zu je fünf Teams aufgeteilt, wobei jedes einmal gegen jedes andere der Gruppe antrat. Die Qualifikation erfolgte anhand derselben Kriterien wie in der Vorrunde.

### Finalrunde
Ab dieser Phase nahm das Turnier ein K.-o.-System an, für das sich die jeweils besten beiden Mannschaften einer Gruppe qualifizierten.

## Umpires und Match referees
Während des Turnieres wurden 14 Umpires und vier Match referees eingesetzt.

### Umpires
| - Steve Davis (Australien) - Bruce Oxenford (Australien) - Paul Reiffel (Australien) - Rod Tucker (Australien) - Ian Gould (England) - Richard Illingworth (England) - Richard Kettleborough (England) | - Nigel Llong (England) - Sundaram Ravi (Indien) - Billy Bowden (Neuseeland) - Aleem Dar (Pakistan) - Kumar Dharmasena (Sri Lanka) - Ranmore Martinesz (Sri Lanka) - Marais Erasmus (Südafrika) |

### Match referees
| - David Boon (Australien) - Javagal Srinath (Indien) | - Ranjan Madugalle (Sri Lanka) - Roshan Mahanama (Sri Lanka) |

## Kaderlisten
Die Mannschaften benannten die folgenden Kader vor dem Turnier.
| Twenty20 | Twenty20 | Twenty20 | Twenty20 |
| Afghanistan | Australien | Bangladesch | England |
| --- | --- | --- | --- |
| - Mohammad Nabi (K) - Asghar Afghan - Aftab Alam - Mirwais Ashraf - Hamza Hotak - Nawroz Mangal - Gulbadin Naib - Karim Sadiq (wk) - Shafiqullah (wk) - Mohammad Shahzad (wk) - Samiullah Shenwari - Najib Taraki - Dawlat Zadran - Najibullah Zadran - Shapoor Zadran                                         | - George Bailey (K) - Doug Bollinger - Daniel Christian - Nathan Coulter-Nile - James Faulkner - Aaron Finch - Brad Haddin (wk) - Brad Hodge - Brad Hogg - Glenn Maxwell - James Muirhead - Mitchell Starc - David Warner - Shane Watson - Cameron White       | - Mushfiqur Rahim (K, wk) - Mahmudullah (VK) - Abdur Razzak - Al-Amin Hossain - Anamul Haque (wk) - Farhad Reza - Mashrafe Mortaza - Mominul Haque - Nasir Hossain - Rubel Hossain - Sabbir Rahman - Shakib Al Hasan - Shamsur Rahman - Sohag Gazi - Tamim Iqbal | - Stuart Broad (K) - Eoin Morgan (VK) - Moeen Ali - Ian Bell - Ravi Bopara - Tim Bresnan - Jos Buttler (wk) - Jade Dernbach - Alex Hales - Chris Jordan - Craig Kieswetter (wk) - Michael Lumb - Stephen Parry - James Tredwell - Chris Woakes                                      |
| Hongkong | Indien | Irland | Nepal |
| - Jamie Atkinson (K & wk) - Waqas Barkat (VK & wk) - Tanwir Afzal - Irfan Ahmed - Nadeem Ahmed - Najeeb Amar - Haseeb Amjad - Mark Chapman - Munir Dar - Babar Hayat - Aizaz Khan - Nizakat Khan - Roy Lamsam - Ehsan Nawaz - Kinchit Shah                                                                     | - MS Dohni (K, wk) - Virat Kohli (VK) - Varun Aaron - Ravichandran Ashwin - Stuart Binny - Shikar Dhawan - Ravindra Jadeja - Bhuvneshwar Kumar - Amit Mishra - Ajinkya Rahane - Suresh Raina - Mohammed Shami - Mohit Sharma - Rohit Sharma - Yuvraj Singh     | - William Porterfield (K) - Kevin O'Brien (VK) - Alex Cusack - George Dockrell - Ed Joyce - Andy McBrine - Tim Murtagh - Niall O'Brien (wk) - Andrew Poynter - Max Sorensen - James Shannon - Paul Stirling - Stuart Thompson - Gary Wilson (wk) - Craig Young   | - Paras Khadka (K) - Gyanendra Malla (VK) - Pradeep Airee - Binod Bhandari (wk) - Amrit Bhattarai - Naresh Budhayer - Shakti Gauchan - Subash Khakurel (wk) - Anil Mandal - Jitendra Mukhiya - Basanta Regmi - Sagar Pun - Sompal Kami - Sharad Vesawkar - Rahul Vishwakarma        |
| Niederlande | Neuseeland | Pakistan | Simbabwe |
| - Peter Borren (K) - Wesley Barresi (wk) - Mudassar Bukhari - Ben Cooper - Tom Cooper - Tom Heggelman - Vivian Kingma - Ahsan Malik - Stephan Myburgh - Michael Rippon - Pieter Seelaar - Michael Swart - Eric Szwarczynski - Logan van Beek - Timm van der Gugten                                             | - Brendan McCullum (K) - Corey Anderson - Trent Boult - Anton Devcich - Martin Guptill - Ronnie Hira - Mitchell McClenaghan - Nathan McCullum - Kyle Mills - Colin Munro - James Neesham - Luke Ronchi (wk) - Tim Southee - Ross Taylor - Kane Williamson      | - Mohammad Hafeez (K) - Ahmed Shehzad - Bilawal Bhatti - Junaid Khan - Kamran Akmal (wk) - Mohammad Talha - Saeed Ajmal - Shahid Afridi - Sharjeel Khan - Shoaib Malik - Shoaib Maqsood - Sohail Tanvir - Umar Akmal - Umar Gul - Zulifqar Babar                 | - Brendan Taylor (K & wk) - Tendai Chatara - Elton Chigumbura - Tafadzwa Kamungozi - Timycen Maruma - Hamilton Masakadza - Shingi Masakadza - Natsai Mushangwe - Tinashe Panyangara - Sikandar Raza - Vusi Sibanda - Prosper Utseya - Brian Vitori - Malcolm Waller - Sean Williams |
| Sri Lanka | Südafrika | Ver. Arab. Emirate | West Indies |
| - Dinesh Chandimal (K, wk) - Lasith Malinga (K) - Tillakaratne Dilshan - Rangana Herath - Mahela Jayawardene - Nuwan Kulasekara - Suranga Lakmal - Angelo Mathews - Ajantha Mendis - Kusal Perera (wk) - Thisara Perera - Seekkuge Prasanna - Kumar Sangakkara (wk) - Sachithra Senanayake - Lahiru Thirimanne | - Faf du Plessis (K) - Hashim Amla - Farhaan Behardien - Quinton de Kock (wk) - AB de Villiers (wk) - JP Duminy - Beuran Hendricks - Imran Tahir - David Miller - Albie Morkel - Morné Morkel - Wayne Parnell - Aaron Phangiso - Dale Steyn - Lonwabo Tsotsobe | - Khurram Khan (K) - Amjad Ali - Shaiman Anwar - Faizan Asif - Sharif Asadullah - Manjula Guruge - Amjad Javed - Rohan Mustafa - Swapnil Patil - Moaaz Qazi - Ahmed Raza - Kamran Shahzad - Vikrant Shetty - Shadeep Silva - Rohit Singh                         | - Darren Sammy (K) - Samuel Badree - Dwayne Bravo - Johnson Charles (wk) - Sheldon Cottrell - Andre Fletcher (wk) - Chris Gayle - Sunil Narine - Denesh Ramdin (wk) - Ravi Rampaul - Andre Russell - Marlon Samuels - Krishmar Santokie - Lendl Simmons - Dwayne Smith              |

## Vorrunde

### Gruppe A
Tabelle
| Gruppe A    | Sp. | S | N | NR | P | NRR    |
| ----------- | --- | - | - | -- | - | ------ |
| Bangladesch | 3   | 2 | 1 | 0  | 4 | +1.466 |
| Nepal       | 3   | 2 | 1 | 0  | 4 | +0.933 |
| Afghanistan | 3   | 1 | 2 | 0  | 2 | −0.981 |
| Hongkong    | 3   | 1 | 2 | 0  | 2 | −1.455 |

Spiele
| 16. März Scorecard | Mirpur | Afghanistan 72 (17.1)             | – | Bangladesch 78-1 (12) |
|                    |        | Bangladesch gewinnt mit 9 Wickets |   |                       |

Bangladesch gewann den Münzwurf und entschied sich als Feldmannschaft zu beginnen. Als Spieler des Spiels wurde Shakib Al Hasan ausgezeichnet.
| 16. März Scorecard | Chittagong | Nepal 149-8 (20)          | – | Hongkong 69 (17) |
|                    |            | Nepal gewinnt mit 80 Runs |   |                  |

Hongkong gewann den Münzwurf und entschied sich als Feldmannschaft zu beginnen. Als Spieler des Spiels wurde Shakti Gauchan ausgezeichnet.
| 18. März Scorecard | Chittagong | Hongkong 153-8 (20)               | – | Afghanistan 154-3 (18) |
|                    |            | Afghanistan gewinnt mit 7 Wickets |   |                        |

Hongkong gewann den Münzwurf und entschied sich als Schlagmannschaft zu beginnen. Als Spieler des Spiels wurde Mohammad Shahzad ausgezeichnet.
| 18. März Scorecard | Chittagong | Nepal 126-5 (20)                  | – | Bangladesch 132-2 (15.3) |
|                    |            | Bangladesch gewinnt mit 8 Wickets |   |                          |

Bangladesch gewann den Münzwurf und entschied sich als Feldmannschaft zu beginnen. Als Spieler des Spiels wurde Al-Amin Hossain ausgezeichnet.
| 20. März Scorecard | Chittagong | Nepal 141-5 (20)         | – | Afghanistan 132-8 (20) |
|                    |            | Nepal gewinnt mit 9 Runs |   |                        |

Afghanistan gewann den Münzwurf und entschied sich als Feldmannschaft zu beginnen. Als Spieler des Spiels wurde Jitendra Mukhiya ausgezeichnet.
| 20. März Scorecard | Chittagong | Bangladesch 108 (16.3)         | – | Hongkong 114-8 (19.4) |
|                    |            | Hongkong gewinnt mit 2 Wickets |   |                       |

Hongkong gewann den Münzwurf und entschied sich als Feldmannschaft zu beginnen. Als Spieler des Spiels wurde Nadeem Ahmed ausgezeichnet.

### Gruppe B
Tabelle
| Gruppe B           | Sp. | S | N | NR | P | NRR    |
| ------------------ | --- | - | - | -- | - | ------ |
| Niederlande        | 3   | 2 | 1 | 0  | 4 | +1.109 |
| Simbabwe           | 3   | 2 | 1 | 0  | 4 | +0.957 |
| Irland             | 3   | 2 | 1 | 0  | 4 | −0.701 |
| Ver. Arab. Emirate | 3   | 0 | 3 | 0  | 0 | −1.541 |

Spiele
| 17. März Scorecard | Sylhet | Simbabwe 163-5 (20)          | – | Irland 164-7 (20) |
|                    |        | Irland gewinnt mit 3 Wickets |   |                   |

Irland gewann den Münzwurf und entschied sich als Feldmannschaft zu beginnen. Als Spieler des Spiels wurde Paul Stirling ausgezeichnet.
| 17. März Scorecard | Sylhet | Ver. Arab. Emirate 151 (19.5)     | – | Niederlande 152-4 (18.5) |
|                    |        | Niederlande gewinnt mit 6 Wickets |   |                          |

Die Vereinigten Arabischen Emirate gewannen den Münzwurf und entschied sich als Schlagmannschaft zu beginnen. Als Spieler des Spiels wurde Tom Cooper ausgezeichnet.
| 19. März Scorecard | Sylhet | Niederlande 140-5 (20)         | – | Simbabwe 146-5 (20) |
|                    |        | Simbabwe gewinnt mit 5 Wickets |   |                     |

Die Niederlande gewannen den Münzwurf und entschieden sich als Schlagmannschaft zu beginnen. Als Spieler des Spiels wurde Brendan Taylor ausgezeichnet.
| 19. März Scorecard | Sylhet | Ver. Arab. Emirate 123-6 (20)           | – | Irland 103-3 (14.2/14.2) |
|                    |        | Irland gewinnt mit 21 Runs (D/L method) |   |                          |

Irland gewann den Münzwurf und entschied sich als Feldmannschaft zu beginnen. Als Spieler des Spiels wurde Ed Joyce ausgezeichnet.
| 21. März Scorecard | Sylhet | Ver. Arab. Emirate 116-9 (20)  | – | Simbabwe 118-5 (13.4) |
|                    |        | Simbabwe gewinnt mit 5 Wickets |   |                       |

Simbabwe gewann den Münzwurf und entschied sich als Feldmannschaft zu beginnen. Als Spieler des Spiels wurde Elton Chigumbura ausgezeichnet.
| 21. März Scorecard | Sylhet | Irland 189-4 (20)                 | – | Niederlande 193-4 (13.5) |
|                    |        | Niederlande gewinnt mit 6 Wickets |   |                          |

Die Niederlande gewannen den Münzwurf und entschieden sich als Feldmannschaft zu beginnen. Als Spieler des Spiels wurde Stephan Myburgh ausgezeichnet.

## Super 10

### Gruppe 1
Tabelle
| Gruppe 1    | Sp. | S | N | NR | P | NRR    |
| ----------- | --- | - | - | -- | - | ------ |
| Sri Lanka   | 4   | 3 | 1 | 0  | 6 | +2.233 |
| Südafrika   | 4   | 3 | 1 | 0  | 6 | +0.075 |
| Neuseeland  | 4   | 2 | 2 | 0  | 4 | −0.678 |
| England     | 4   | 1 | 3 | 0  | 2 | −0.776 |
| Niederlande | 4   | 1 | 3 | 0  | 2 | −0.866 |

Spiele
| 22. März Scorecard | Chittagong | Sri Lanka 165-7 (20)         | – | Südafrika 160-8 (20) |
|                    |            | Sri Lanka gewinnt mit 5 Runs |   |                      |

Sri Lanka gewann den Münzwurf und entschied sich als Schlagmannschaft zu beginnen. Als Spieler des Spiels wurde Kusal Perera ausgezeichnet.
| 22. März Scorecard | Chittagong | England 172-6 (20)                         | – | Neuseeland 52-1 (5.2/5.2) |
|                    |            | Neuseeland gewinnt mit 9 Runs (D/L method) |   |                           |

Neuseeland gewann den Münzwurf und entschied sich als Feldmannschaft zu beginnen. Als Spieler des Spiels wurde Corey Anderson ausgezeichnet.
| 24. März Scorecard | Chittagong | Südafrika 170-6 (20)         | – | Neuseeland 168-8 (20) |
|                    |            | Südafrika gewinnt mit 2 Runs |   |                       |

Neuseeland gewann den Münzwurf und entschied sich als Feldmannschaft zu beginnen. Als Spieler des Spiels wurde JP Duminy ausgezeichnet.
| 24. März Scorecard | Chittagong | Niederlande 39 (10.3)           | – | Sri Lanka 40-1 (5) |
|                    |            | Sri Lanka gewinnt mit 9 Wickets |   |                    |

Sri Lanka gewann den Münzwurf und entschied sich als Feldmannschaft zu beginnen. Als Spieler des Spiels wurde Angelo Mathews ausgezeichnet.
| 27. März Scorecard | Chittagong | Südafrika 145-9 (20)         | – | Niederlande 139 (18.4) |
|                    |            | Südafrika gewinnt mit 6 Runs |   |                        |

Die Niederlande gewannen den Münzwurf und entschieden sich als Feldmannschaft zu beginnen. Als Spieler des Spiels wurde Imran Tahir ausgezeichnet.
| 27. März Scorecard | Chittagong | Sri Lanka 189-4 (20)          | – | England 190-4 (19.2) |
|                    |            | England gewinnt mit 6 Wickets |   |                      |

England gewann den Münzwurf und entschied sich als Feldmannschaft zu beginnen. Als Spieler des Spiels wurde Alex Hales ausgezeichnet.
| 29. März Scorecard | Chittagong | Niederlande 151-4 (20)           | – | Neuseeland 152-4 (19) |
|                    |            | Neuseeland gewinnt mit 6 Wickets |   |                       |

Neuseeland gewann den Münzwurf und entschied sich als Feldmannschaft zu beginnen. Als Spieler des Spiels wurde Brandon McCullum ausgezeichnet.
| 29. März Scorecard | Chittagong | Südafrika 196-5 (20)         | – | England 193-7 (20) |
|                    |            | Südafrika gewinnt mit 3 Runs |   |                    |

England gewann den Münzwurf und entschied sich als Feldmannschaft zu beginnen. Als Spieler des Spiels wurde AB de Villiers ausgezeichnet.
| 31. März Scorecard | Chittagong | Niederlande 133-5 (20)           | – | England 88 (17.4) |
|                    |            | Niederlande gewinnen mit 45 Runs |   |                   |

England gewann den Münzwurf und entschied sich als Feldmannschaft zu beginnen. Als Spieler des Spiels wurde Mudassar Bukhari ausgezeichnet.
| 31. März Scorecard | Chittagong | Sri Lanka 119 (19.2)          | – | Neuseeland 60 (15.3) |
|                    |            | Sri Lanka gewinnt mit 59 Runs |   |                      |

Neuseeland gewann den Münzwurf und entschied sich als Feldmannschaft zu beginnen. Als Spieler des Spiels wurde Rangana Herath ausgezeichnet.

### Gruppe 2
Tabelle
| Gruppe 2    | Sp. | S | N | NR | P | NRR    |
| ----------- | --- | - | - | -- | - | ------ |
| Indien      | 4   | 4 | 0 | 0  | 8 | +1.280 |
| West Indies | 4   | 3 | 1 | 0  | 6 | +1.971 |
| Pakistan    | 4   | 2 | 2 | 0  | 4 | −0.384 |
| Australien  | 4   | 1 | 3 | 0  | 2 | −0.857 |
| Bangladesch | 4   | 0 | 4 | 0  | 0 | −2.072 |

Spiele
| 21. März Scorecard | Mirpur | Pakistan 130-7 (20)          | – | Indien 131-3 (18.3) |
|                    |        | Indien gewinnt mit 7 Wickets |   |                     |

Indien gewann den Münzwurf und entschied sich als Feldmannschaft zu beginnen. Als Spieler des Spiels wurde Amit Mishra ausgezeichnet.
| 23. März Scorecard | Mirpur | Pakistan 191-5 (20)          | – | Australien 175 (20) |
|                    |        | Pakistan gewinnt mit 16 Runs |   |                     |

Australien gewann den Münzwurf und entschied sich als Feldmannschaft zu beginnen. Als Spieler des Spiels wurde Umar Akmal ausgezeichnet.
| 23. März Scorecard | Mirpur | West Indies 129-7 (20)       | – | Indien 130-3 (19.4) |
|                    |        | Indien gewinnt mit 7 Wickets |   |                     |

Indien gewann den Münzwurf und entschied sich als Feldmannschaft zu beginnen. Als Spieler des Spiels wurde Amit Mishra ausgezeichnet.
| 25. März Scorecard | Mirpur | West Indies 171-7 (20)           | – | Bangladesch 98 (19.1) |
|                    |        | West Indies gewinnen mit 73 Runs |   |                       |

Bangladesch gewann den Münzwurf und entschied sich als Feldmannschaft zu beginnen. Als Spieler des Spiels wurde Dwayne Smith ausgezeichnet.
| 28. März Scorecard | Mirpur | Australien 178-8 (20)              | – | West Indies 179-4 (19.4) |
|                    |        | West Indies gewinnen mit 6 Wickets |   |                          |

Australien gewann den Münzwurf und entschied sich als Schlagmannschaft zu beginnen. Als Spieler des Spiels wurde Daren Sammy ausgezeichnet.
| 28. März Scorecard | Mirpur | Bangladesch 138-7 (20)       | – | Indien 141-2 (18.3) |
|                    |        | Indien gewinnt mit 8 Wickets |   |                     |

Indien gewann den Münzwurf und entschied sich als Feldmannschaft zu beginnen. Als Spieler des Spiels wurde Ravichandran Ashwin ausgezeichnet.
| 30. März Scorecard | Mirpur | Pakistan 190-5 (20)          | – | Bangladesch 140-7 (20) |
|                    |        | Pakistan gewinnt mit 50 Runs |   |                        |

Pakistan gewann den Münzwurf und entschied sich als Schlagmannschaft zu beginnen. Als Spieler des Spiels wurde Ahmed Shehzad ausgezeichnet.
| 30. März Scorecard | Mirpur | Indien 159-7 (20)          | – | Australien 86 (16.2) |
|                    |        | Indien gewinnt mit 73 Runs |   |                      |

Australien gewann den Münzwurf und entschied sich als Feldmannschaft zu beginnen. Als Spieler des Spiels wurde Ravichandran Ashwin ausgezeichnet.
| 1. April Scorecard | Mirpur | Bangladesch 153-5 (20)           | – | Australien 158-3 (17.3) |
|                    |        | Australien gewinnt mit 7 Wickets |   |                         |

Bangladesch gewann den Münzwurf und entschied sich als Schlagmannschaft zu beginnen. Als Spieler des Spiels wurde Aaron Finch ausgezeichnet.
| 1. April Scorecard | Mirpur | West Indies 166-6 (20)           | – | Pakistan 82 (17.5) |
|                    |        | West Indies gewinnen mit 84 Runs |   |                    |

Die West Indies gewannen den Münzwurf und entschieden sich als Schlagmannschaft zu beginnen. Als Spieler des Spiels wurde Dwayne Bravo ausgezeichnet.

## Halbfinale
| 3. April Scorecard | Mirpur | Sri Lanka 160-6 (20)                       | – | West Indies 80-4 (13.5/13.5) |
|                    |        | Sri Lanka gewinnt mit 27 Runs (D/L method) |   |                              |

Sri Lanka gewann den Münzwurf und entschied sich als Schlagmannschaft zu beginnen. Für sie begannen die Eröffnungs-Batter Kusal Perera und Tillakaratne Dilshan. Perera schied nach 26 Runs aus und an der Seite von Dilshan etablierte sich Lahiru Thirimanne. Dilshan verlor sein Wicket dann nach 39 Runs und wurde durch Angelo Mathews ersetzt. Während Thirimanne 44 Runs erreichte, verlor Mathews mit dem letzten Ball des Innings nach 40 Runs sein Wicket. Bester Bowler der West Indies war Krishmar Santokie mit 2 Wickets für 46 Runs. Für die West Indies erzielte zunächst Eröffnungs-Batter Dwayne Smith 17 Runs. Daraufhin bildeten Marlon Samuels und Dwayne Bravo eine Partnerschaft, wobei Bravo nach 30 Runs sein Wicket verlor. Samuels beendete das Innings ungeschlagen mit 18* Runs, was jedoch nicht ausreichte, um die Vorgabe zu gefährden. Bester sri-lankischer Bowler war Lasith Malinga mit 2 Wickets für 5 Runs. Als Spieler des Spiels wurde Angelo Mathews ausgezeichnet.
| 4. April Scorecard | Mirpur | Südafrika 172-4 (20)         | – | Indien 176-4 (19.1) |
|                    |        | Indien gewinnt mit 6 Wickets |   |                     |

Südafrika gewann den Münzwurf und entschied sich als Schlagmannschaft zu beginnen. Für sie bildete Eröffnungs-Batter Hashim Amla zusammen mit dem dritten Schlagmann Faf du Plessis eine Partnerschaft. Amla verlor nach 22 Runs sein Wicket und wurde durch Jean-Paul Duminy ersetzt. Du Plessis schied nach einem Fifty über 58 Runs aus und nachdem AB de Villiers 10 Runs erreichte, konnte Duminy zusammen mit David Miller das innings beenden. Duminy erzielte dabei 45* Runs und Miller 23*. Bester indischer Bowler war Ravichandran Ashwin mit 3 Wickets für 22 Runs. Für Indien begannen die Eröffnungs-Batter Rohit Sharma und Ajinkya Rahane. Sharma schied nach 24 Runs aus und wurde durch Virat Kohli ersetzt. Rahane konnte 32 Runs erzielen, bevor an der Seite von Kohli Yuvraj Singh 18 und Suresh Raina 21 Runs erreichten. Kohli konnte dann im letzten Over nach einem Half-Century über 72* Runs die Vorgabe einholen. Bester südafrikanischer Bowler war Beuran Hendricks mit 2 Wickets für 31 Runs. Als Spieler des Spiels wurde Virat Kohli ausgezeichnet.

## Finale
| 6. April Scorecard | Mirpur | Indien 130-4 (20)               | – | Sri Lanka 134-4 (17.5) |
|                    |        | Sri Lanka gewinnt mit 6 Wickets |   |                        |

Sri Lanka gewann den Münzwurf und entschied sich als Feldmannschaft zu beginnen. Für Indien bildete Eröffnungs-Batter Rohit Sharma zusammen mit dem dritten Schlagmann Virat Kohli eine Partnerschaft. Sharma schied nach 29 Runs aus und wurde gefolgt durch Yuvraj Singh ersetzt, der 11 Runs erzielte. Kohli verlor mit dem letzten ball des Innings sein Wicket nach einem Fifty über 77 Runs. Die sri-lankischen Wickets erzielten Rangana Herath, Angelo Mathews und Nuwan Kulasekara. Für Sri Lanka formten Eröffnungs-Batter Tillakaratne Dilshan mit dem dritten Schlagmann Mahela Jayawardene eine Partnerschaft. Dilshan schied nach 18 Runs aus und wurde gefolgt durch Kumar Sangakkara. Jayawardene verlor sein Wicket nach 24 Runs. Sangakkara konnte dann zusammen mit Thisara Perera die Vorgabe einholen. Dabei erzielte Sangakkara ein Fifty über 52* Runs und Perera 23* Runs. Die indischen Wickets erzielten Mohit Sharma, Suresh Raina, Ravichandran Ashwin und Amit Mishra. Als Spieler des Spiels wurde Kumar Sangakkara ausgezeichnet.

## Statistiken

Ergebnis der World Twenty20 2014:
Sieger
Finalist
Halbfinalteilnahme
In der Super 10 ausgeschieden
In der Vorrunde ausgeschieden
Keine Teilnahme

Die folgenden Cricketstatistiken wurden bei dem Turnier erzielt.
| Twenty20s           | Twenty20s   | Twenty20s | Twenty20s | Twenty20s | Twenty20s | Twenty20s | Twenty20s | Twenty20s |
| Batting             | Batting     | Batting   | Batting   | Batting   | Batting   | Batting   | Batting   | Batting   |
| Spieler             | Mannschaft  | Spiele    | Innings   | Runs      | Average   | HS        | 100s      | 50s       |
| ------------------- | ----------- | --------- | --------- | --------- | --------- | --------- | --------- | --------- |
| Virat Kohli         | Indien      | 6         | 6         | 319       | 106,33    | 77        | 0         | 4         |
| Tom Cooper          | Niederlande | 7         | 7         | 231       | 57,75     | 72*       | 0         | 1         |
| Stephan Myburgh     | Niederlande | 7         | 7         | 224       | 32,00     | 63        | 0         | 3         |
| Rohit Sharma        | Indien      | 6         | 6         | 200       | 40,00     | 62*       | 0         | 2         |
| JP Duminy           | Südafrika   | 5         | 5         | 187       | 62,33     | 86*       | 0         | 1         |
| Bowling             |             |           |           |           |           |           |           |           |
| Spieler             | Mannschaft  | Spiele    | Overs     | Wickets   | Average   | BBI       | 5W        | 10W       |
| Imran Tahir         | Südafrika   | 5         | 20.0      | 12        | 10,91     | 4/21      | 0         | 0         |
| Ahsan Malik         | Niederlande | 7         | 24.5      | 12        | 13,83     | 5/19      | 5         | 0         |
| Samuel Badree       | West Indies | 5         | 20.0      | 11        | 10,27     | 4/15      | 0         | 0         |
| Ravichandran Ashwin | Indien      | 6         | 23.1      | 11        | 11,27     | 4/11      | 0         | 0         |
| Amit Mishra         | Indien      | 6         | 22.0      | 10        | 14,70     | 3/26      | 0         | 0         |